# Кадрина
Ка́дрина (эст. Kadrina) — посёлок в уезде Ляэне-Вирумаа, Эстония. Является административным центром волости Кадрина.

## География и описание
Расположен в 14,5 километрах к западу от уездного центра — города Раквере, в верхнем течении реки Лообу. Высота над уровнем моря — 93 метра.
Через северную часть посёлка проходит шоссе Пярну—Раквере. Через посёлок проходит построенная в 1870 году железная дорога Тапа—Нарва, в том же году была открыта железнодорожная станция Кадрина. В настоящее время вокзальное здание закрыто.
На северо-западе посёлка расположено плотинное озеро Кадрина.
Климат умеренный. Официальный язык — эстонский. Почтовый индекс — 45201.

## Население
По данным переписи населения 2011 года, в Кадрина проживали 2269 человек, из них 2176 (95,9%) — эстонцы.
По данным переписи населения 2021 года, число жителей посёлка составило 2208 человек, из них 2110 (95,9 %) — эстонцы.
Численность населения посёлка Кадрина по данным переписей населения:
| Год  | 1959 | 1970   | 1979   | 1989   | 2000   | 2011   | 2021   |
| ---- | ---- | ------ | ------ | ------ | ------ | ------ | ------ |
| Чел. | 1032 | ↗ 1466 | ↗ 1896 | ↗ 2722 | ↘ 2456 | ↘ 2269 | ↘ 2208 |

## История
Своё название посёлок получил по имени Святой Екатерины Александрийской (эст. Aleksandria Katariina) и церкви Кадринаского Екатерининского прихода. Церковь Кадрина внесена в Эстонский Государственный регистр памятников культуры как . Церковный сад и кладбище внесены в Государственный регистр памятников культуры как памятник архитектуры, памятник истории и памятник археологии. 
Ранее поселение на месте посёлка носило название Ты́рвестевере (эст. Tõrvestevere), в 1596 году на немецком языке упоминалось как Тристфер (Tristfer).
В Датской поземельной книге 1241 года упоминается небольшая деревня на месте современного посёлка Кадрина, от которой в XIII веке произошло первоначальное название церковного прихода. После строительства железной дороги Кадрина стал превращаться в небольшой городок, а во второй половине XX века получил развитие как центр Кадринаского межрайонного производственного объединения сельскохозтехники.
В 1902 году в Кадрина была открыта церковно-приходская школа.
21 марта 1989 года в Кадрина был основан первый в республике Комитет граждан Эстонии.

## Инфраструктура
В посёлке есть центр семейных врачей, волостная библиотека и Народный дом Кадрина, работает несколько промышленных предприятий. С 1957 года в посёлке работает средняя школа (в 2002/2003 году — 944 ученика, в 2009/2010 учебном году — 664 ученика), есть детский сад, художественная школа, действует Кадринаская Екатерининская община Эстонской евангелическо-лютеранской церкви (эст. Kadrina Katariina kogudus).
Крупнейшие работодатели посёлка Кадрина по состоянию на 30 июня 2023 года:
| Предприятие/организация   | Вид деятельности                                                                               | Численность работников |
| ------------------------- | ---------------------------------------------------------------------------------------------- | ---------------------- |
| Flexa Eesti AS            | Производство комплектующих мебели                                                              | 147                    |
| Kadrina Keskool           | Гимназия                                                                                       | 79                     |
| Kadrina Vallavalitsus     | Волостная управа                                                                               | 73                     |
| Kadrina Lasteaed «Sipsik» | Детский сад                                                                                    | 61                     |
| Pixner AS                 | Производство офисной и магазинной мебели                                                       | 39                     |
| Haka Plast OÜ             | Производство пластмассовых плит, листов, профилей, труб, шлангов, фитингов и пр. изделий       | 39                     |
| Plokk AS                  | Производство деревянных прикладных и декоративных предметов, а также прочих деревянных изделий | 20                     |
| Kadrina Soojus            | Подача пара и кондиционирования воздуха                                                        | 13                     |
| Kadrina Kunstidekool      | Художественная школа                                                                           | 11                     |

В Кадрина 40 улиц, общая длина которых составляет 15,2 километра.

## Достопримечательности
- памятник Родному языку (установлен в 1994 году[5]);
- памятник погибшим в Освободительной войне (снесён советскими властями в 1941 году, восстановлен в 1990 году[5]), исторический памятник[18];
- памятник погибшим на пароме «Эстония»;
- братская могила погибших во Второй мировой войне,  исторический памятник[19].

Посёлок Кадрина
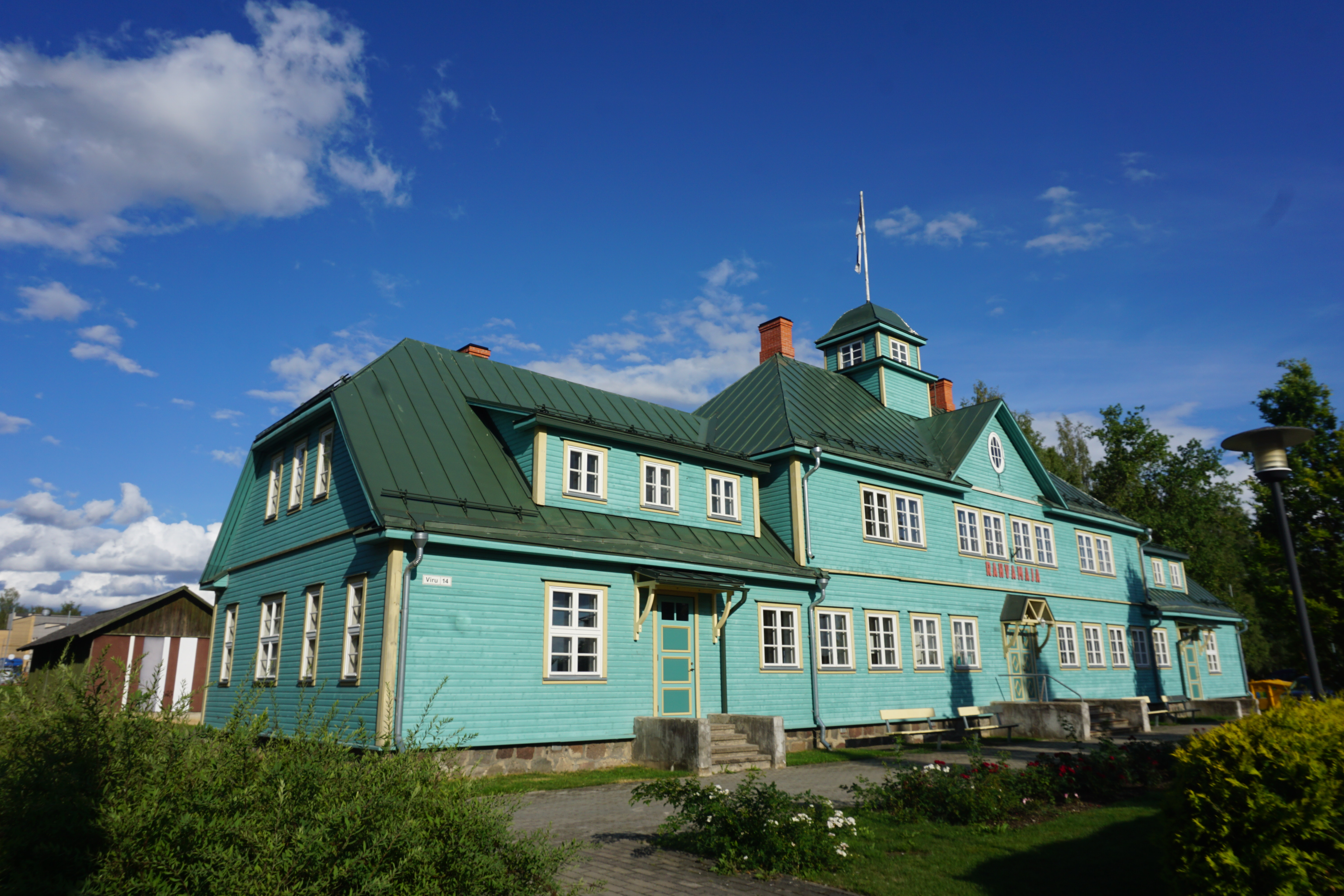
Народный дом
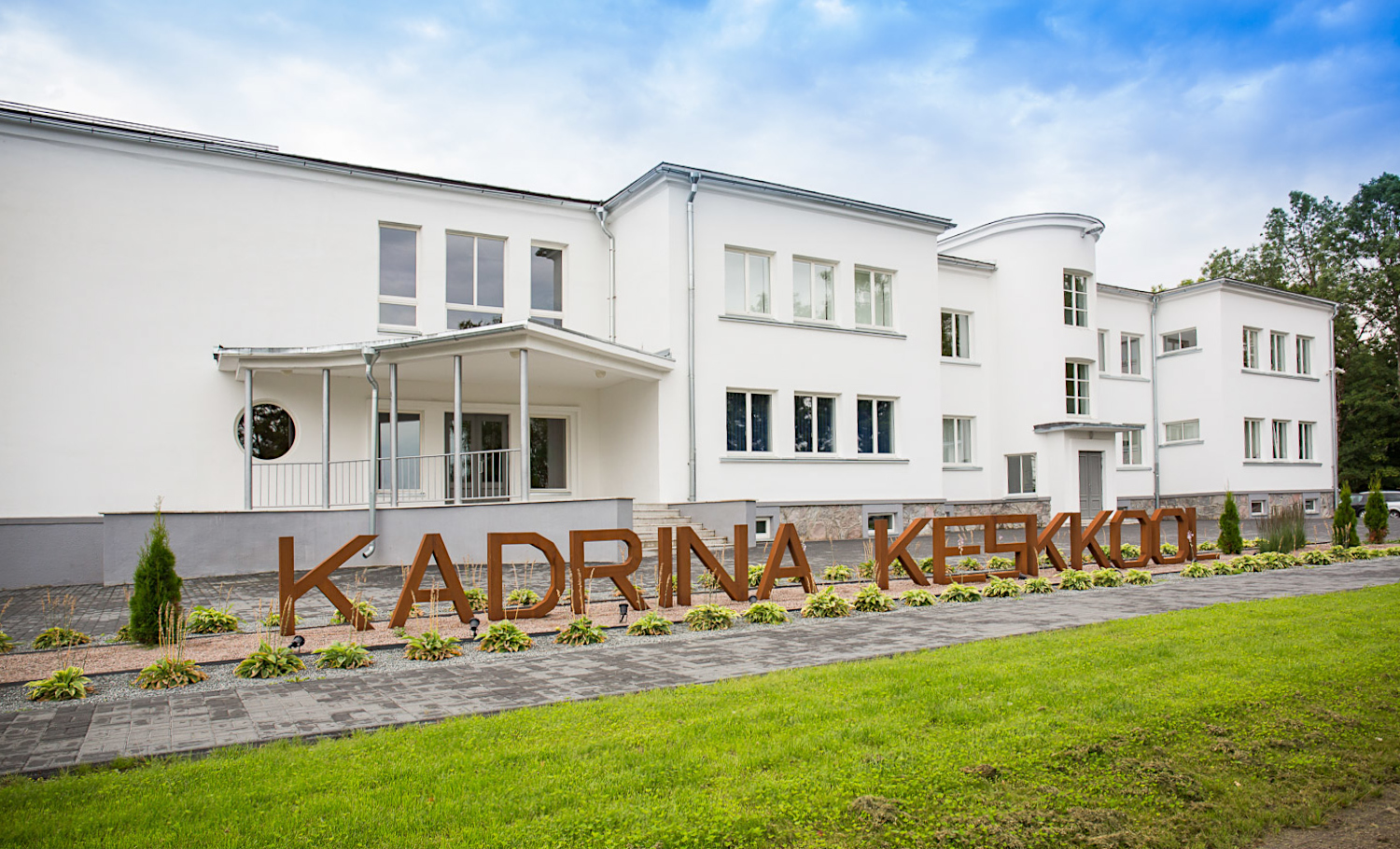
Школа
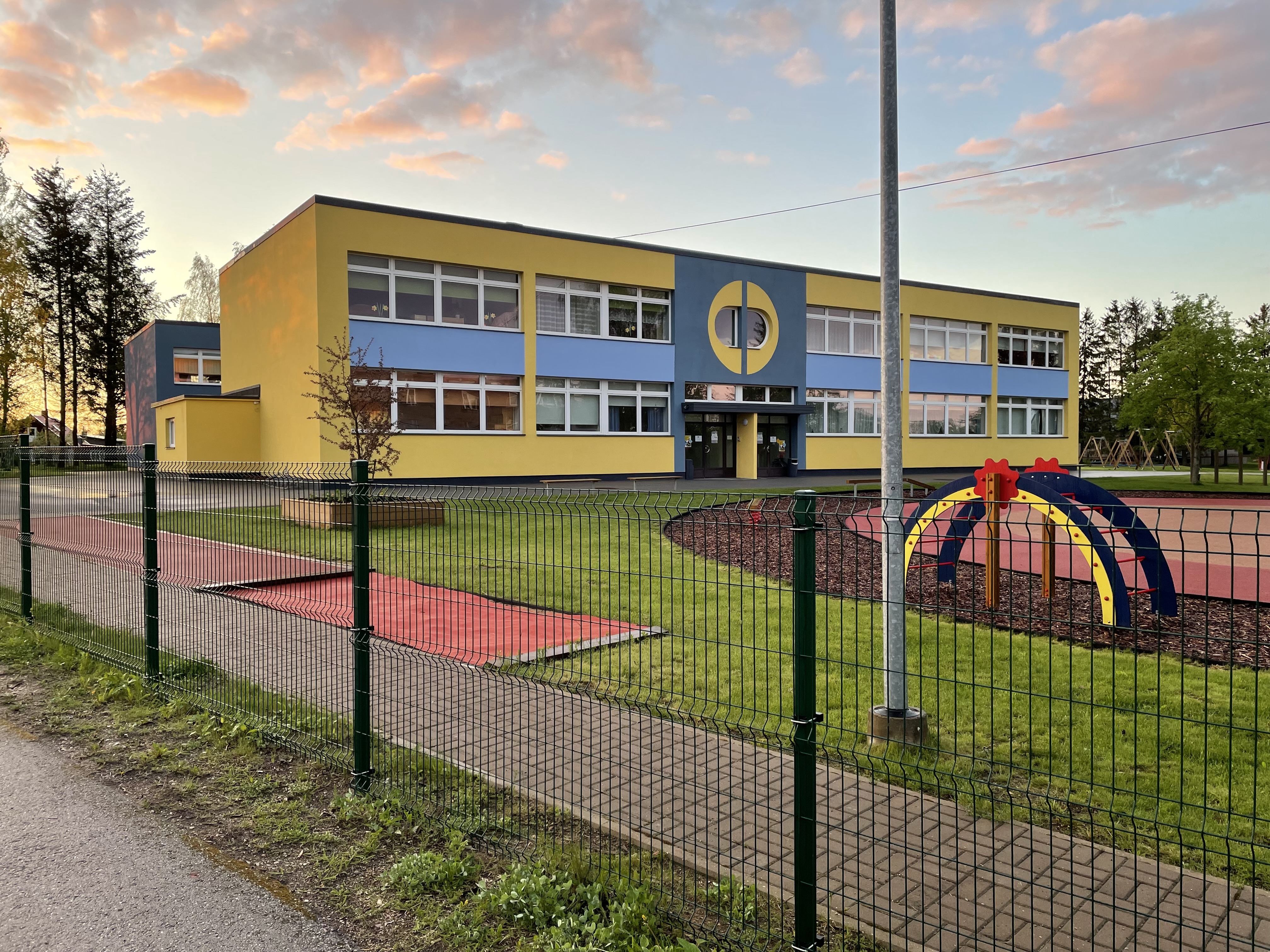
Детский сад «Сипсик»
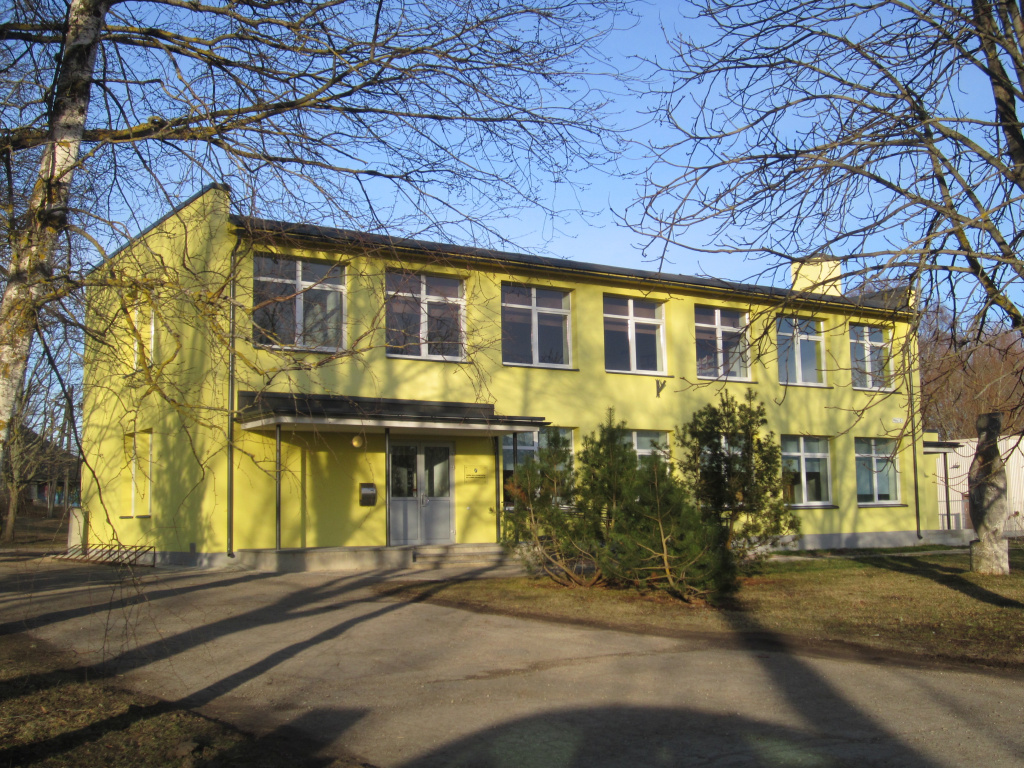
Библиотека
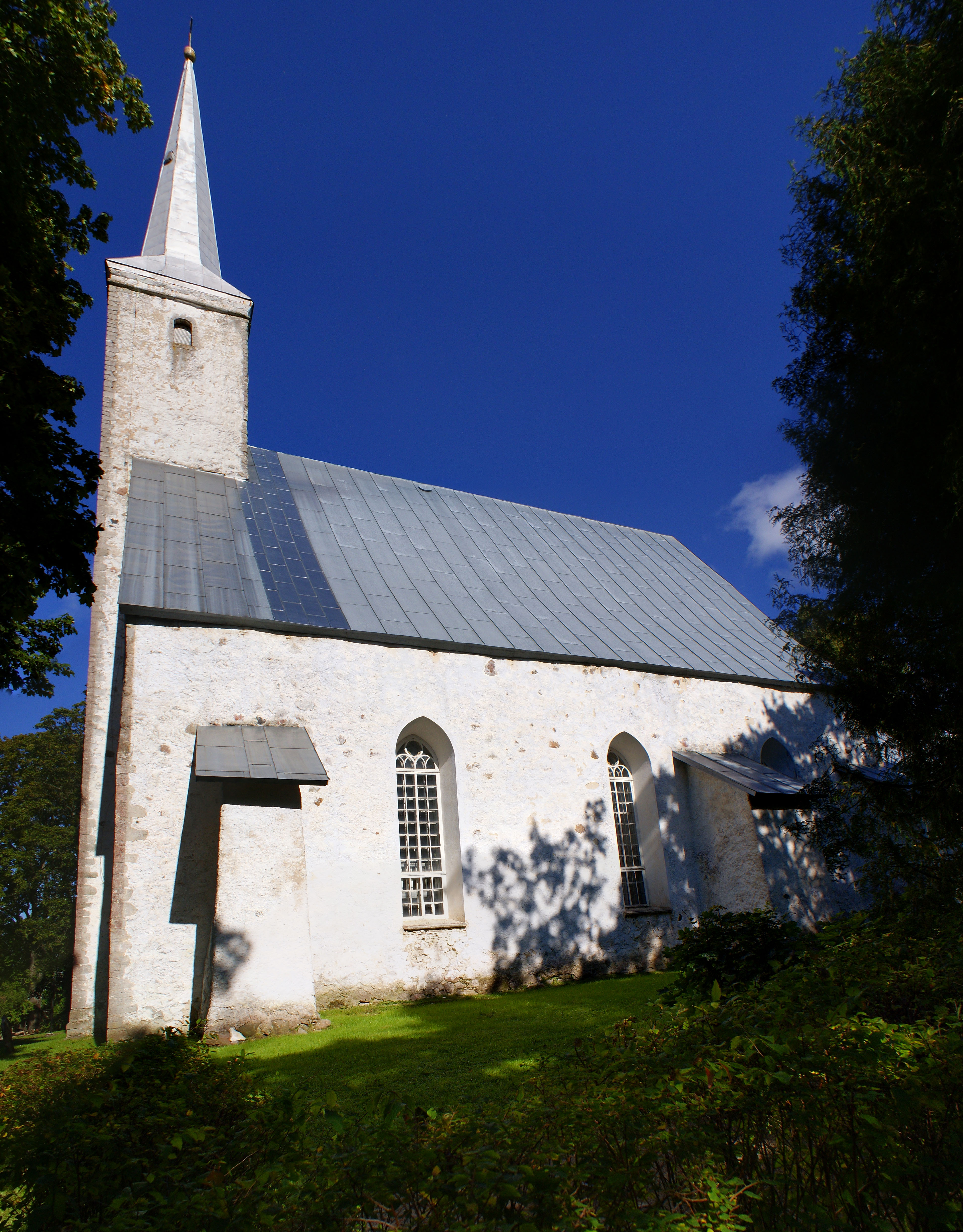
Церковь
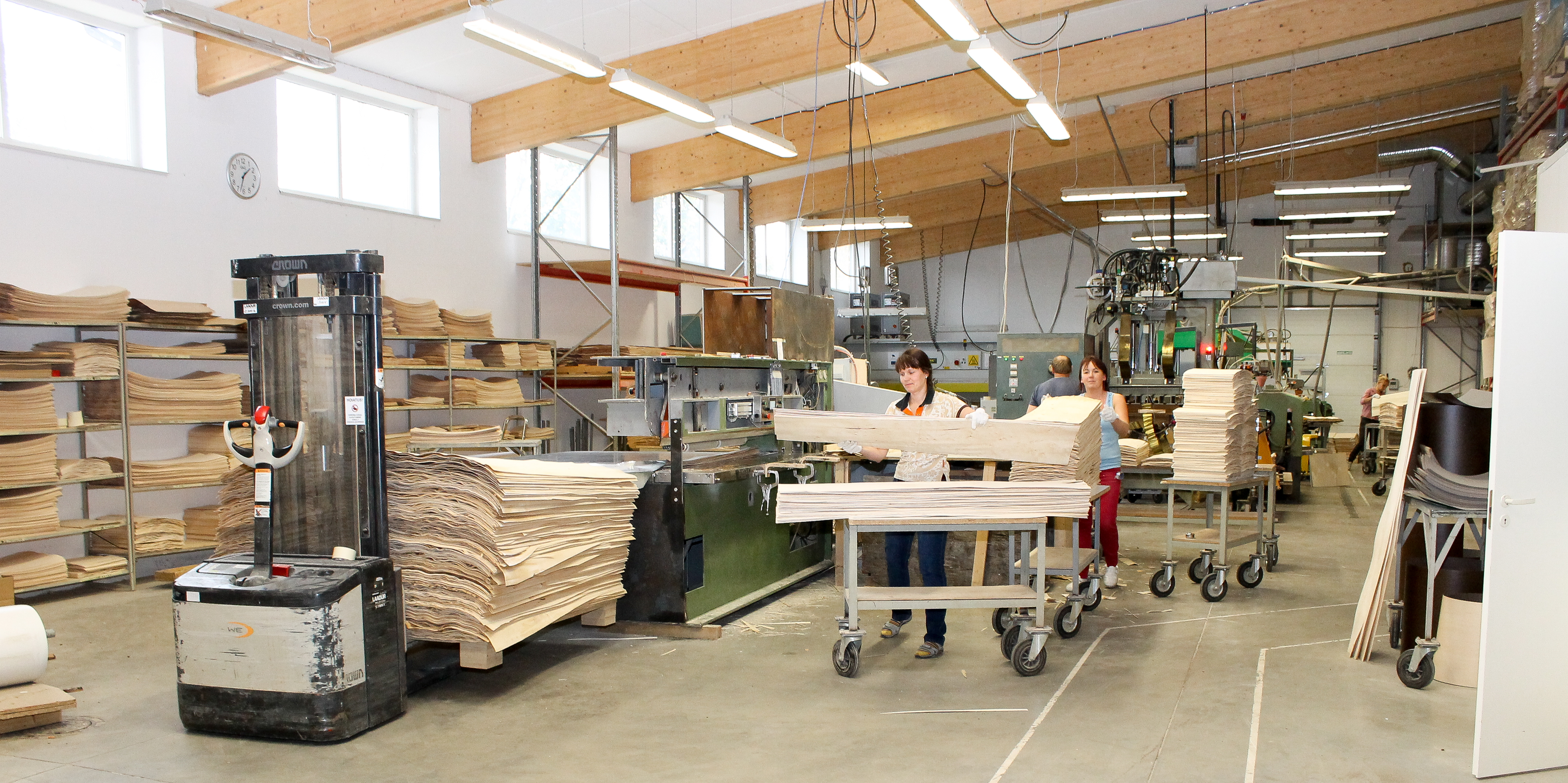
Цех предприятия «Pixner OÜ»
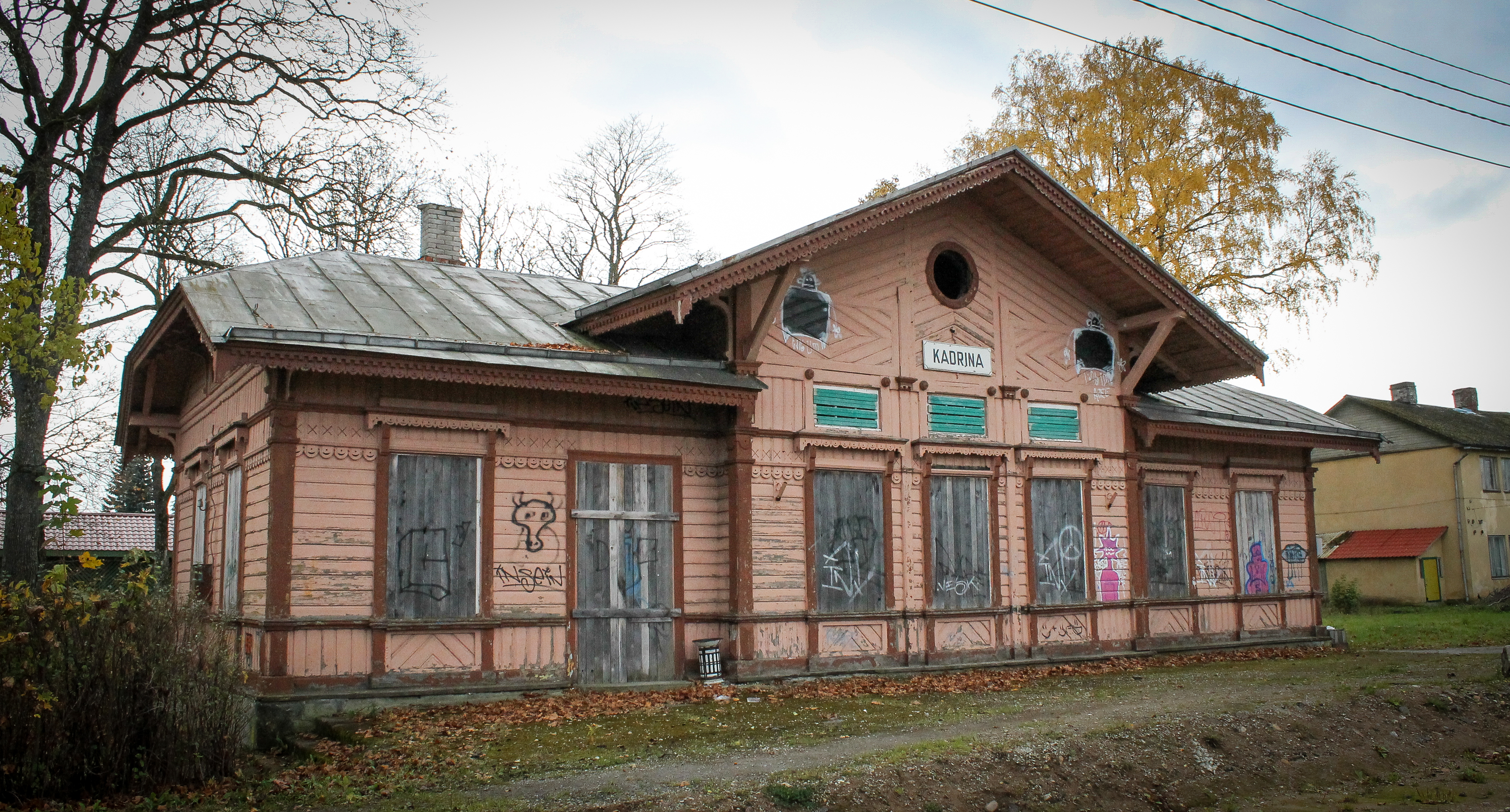
Вокзальное здание Кадрина
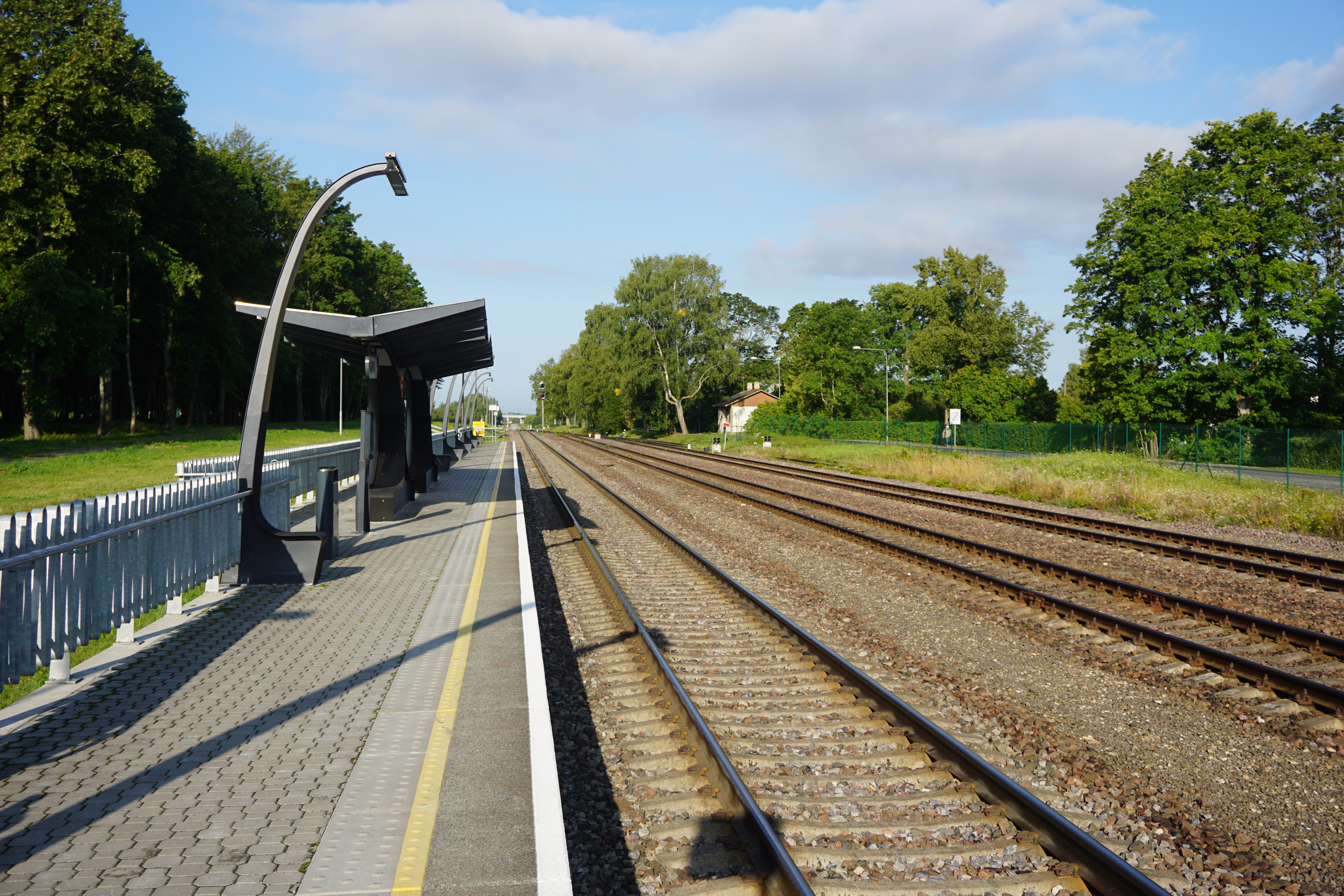
Железнодорожный перрон
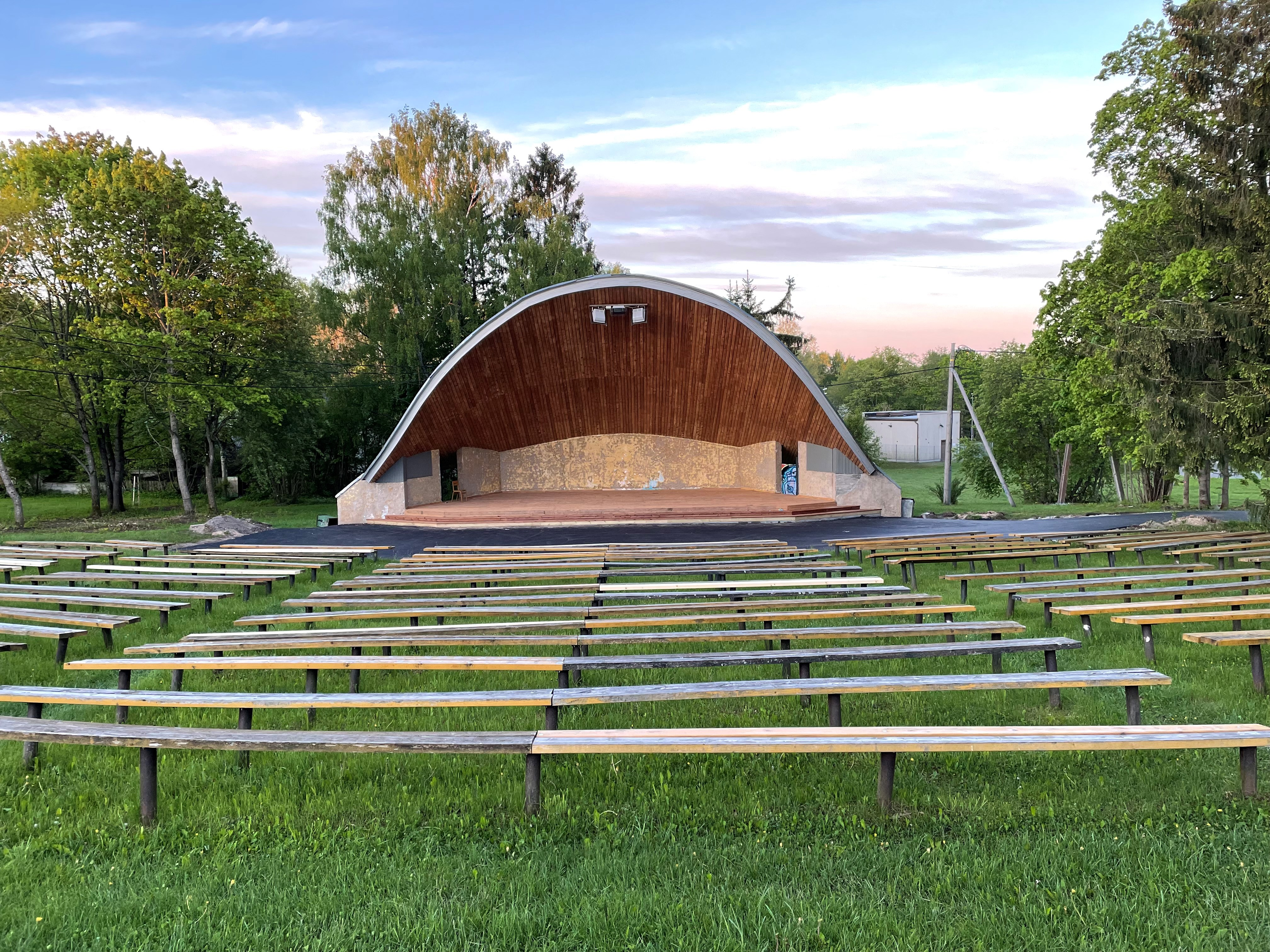
Певческая эстрада
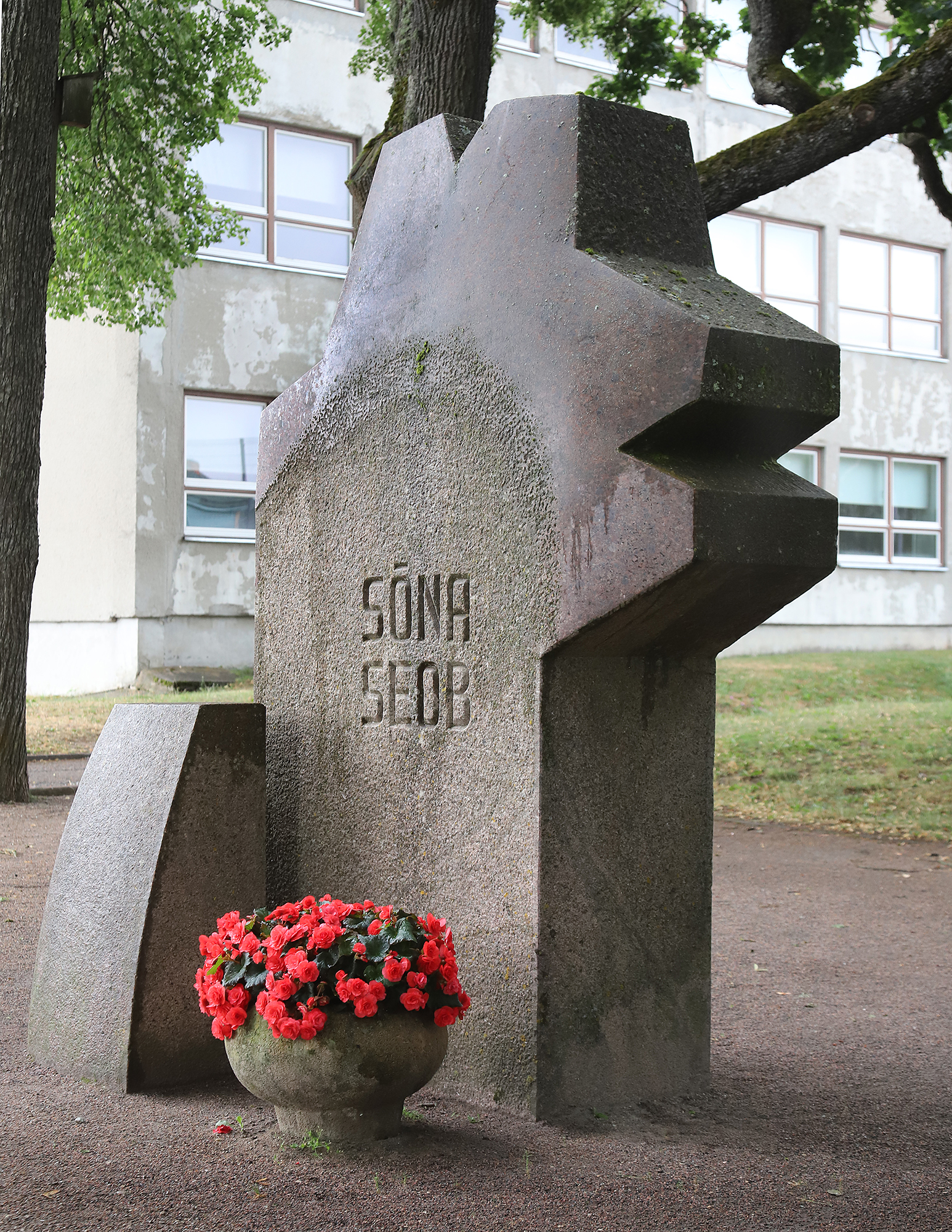
Памятник Родному языку
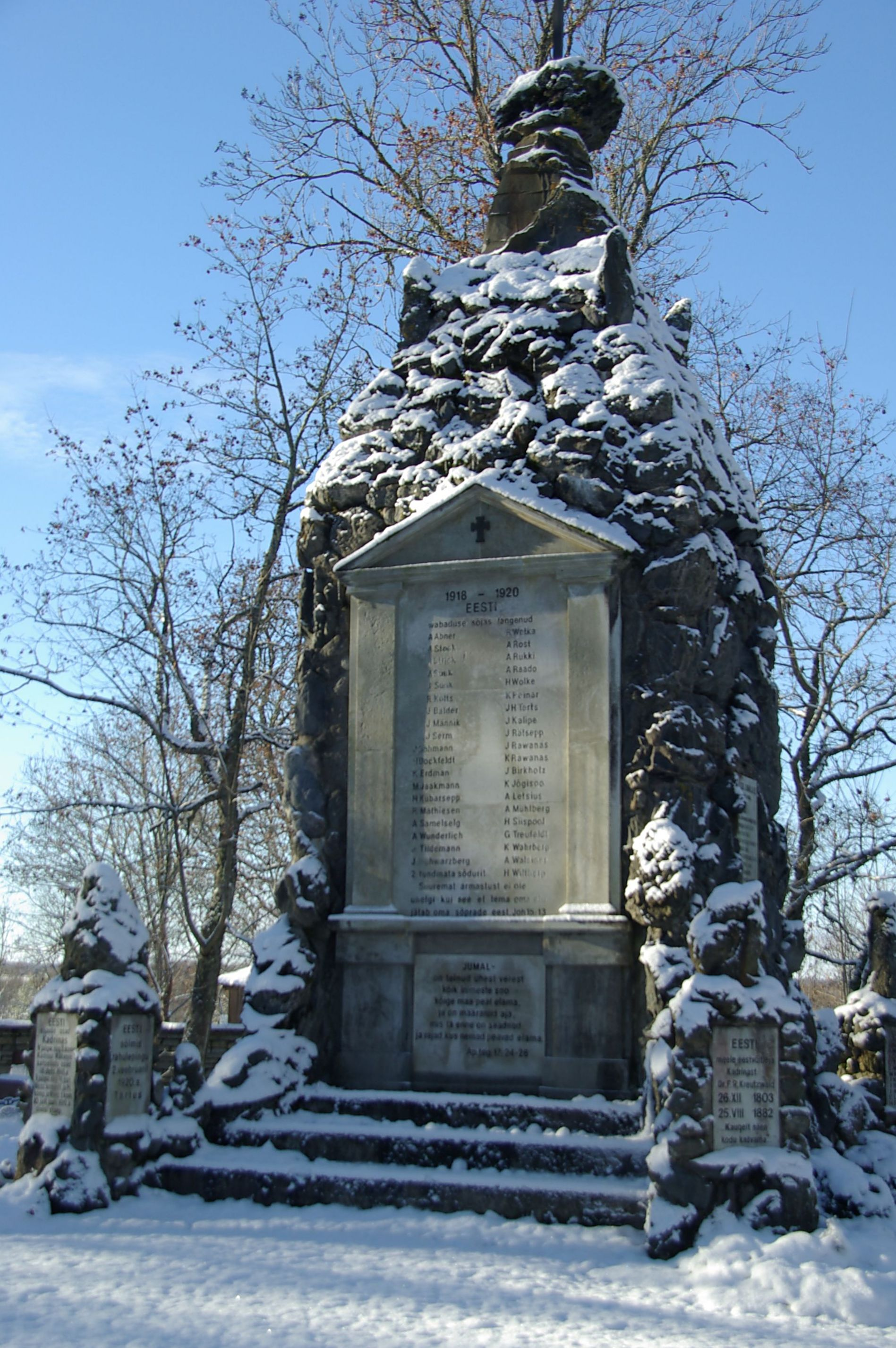
Памятник погибшим в Освободительной войне
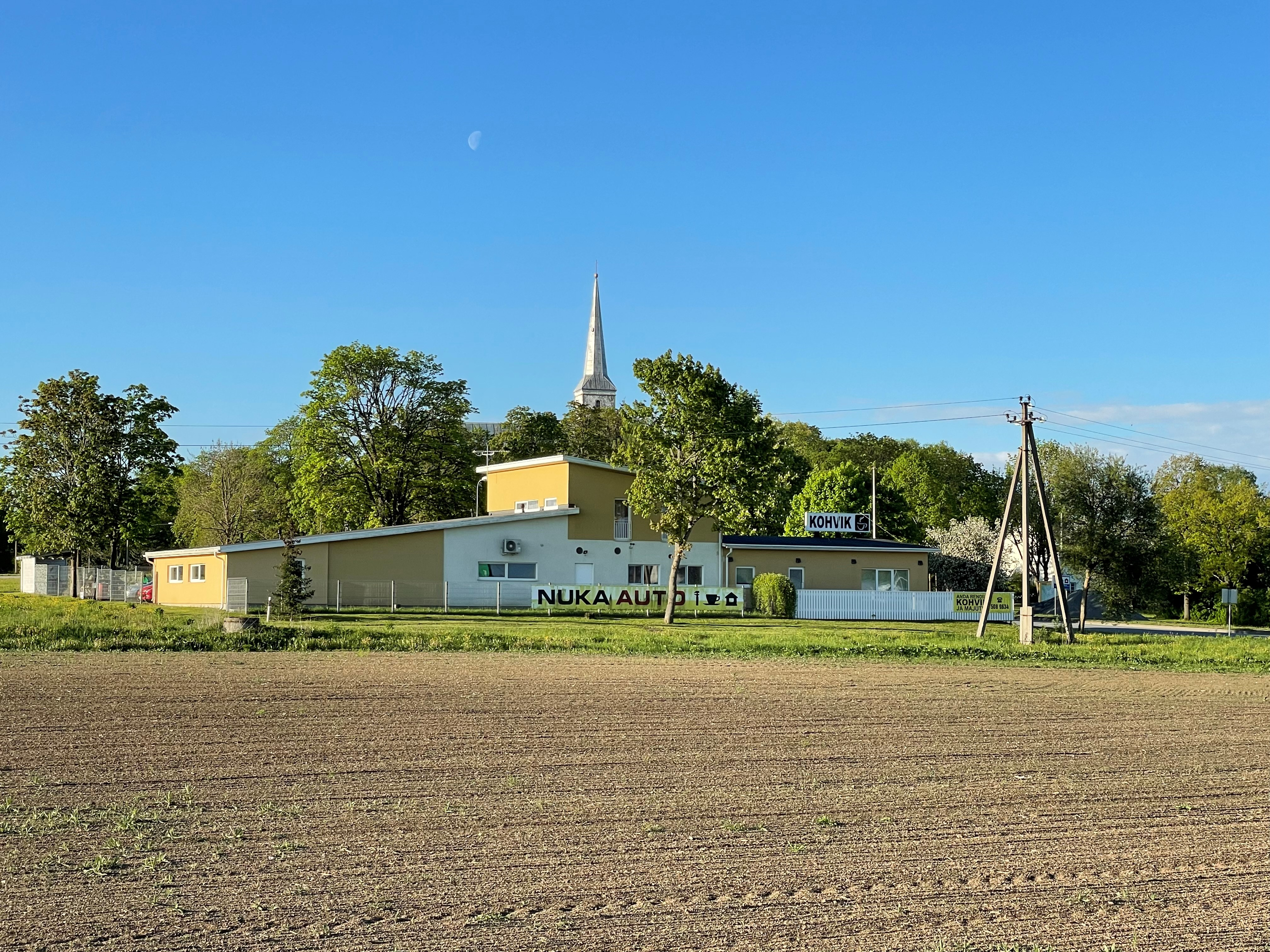
Кафе «Триствере»
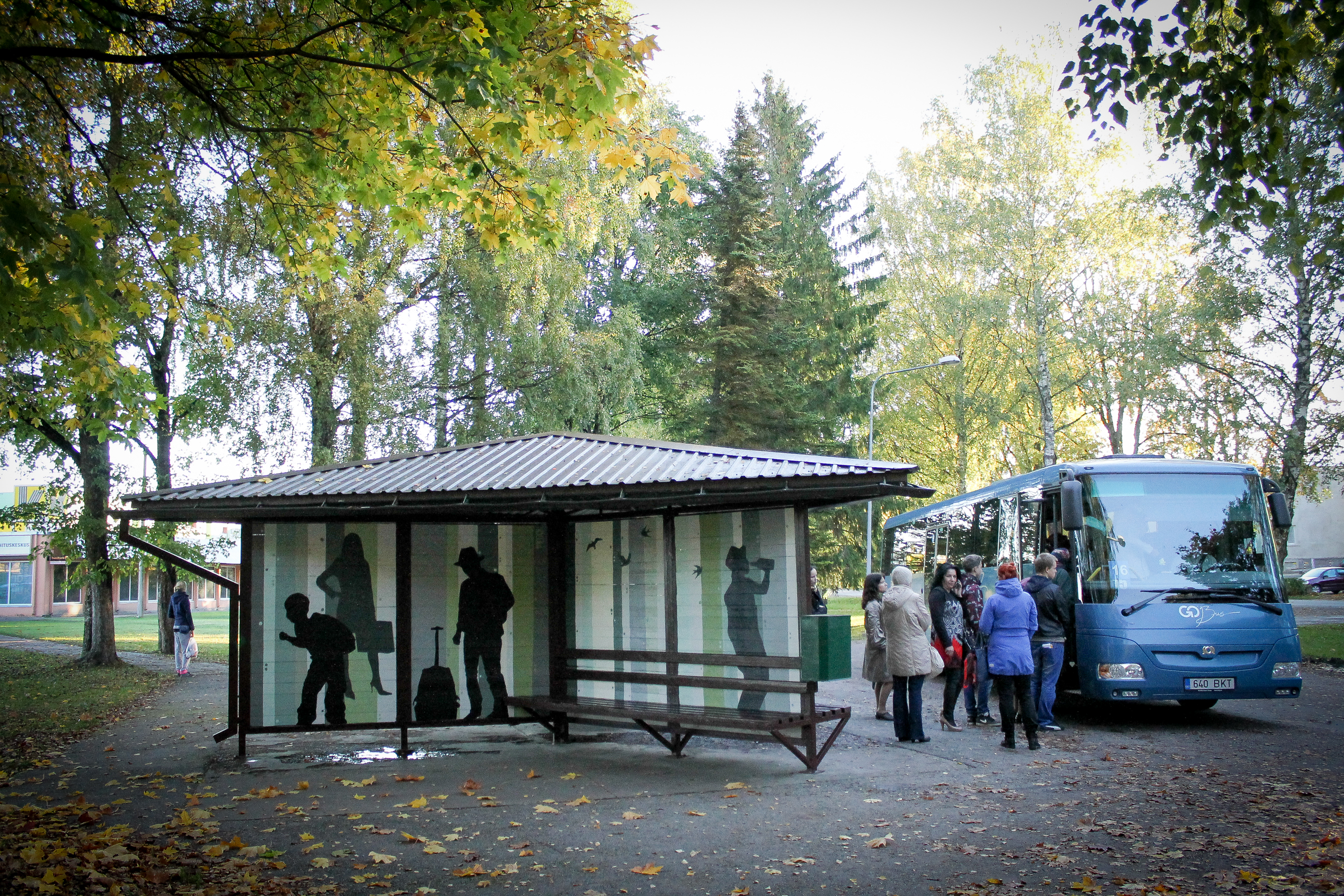
Автобусная остановка
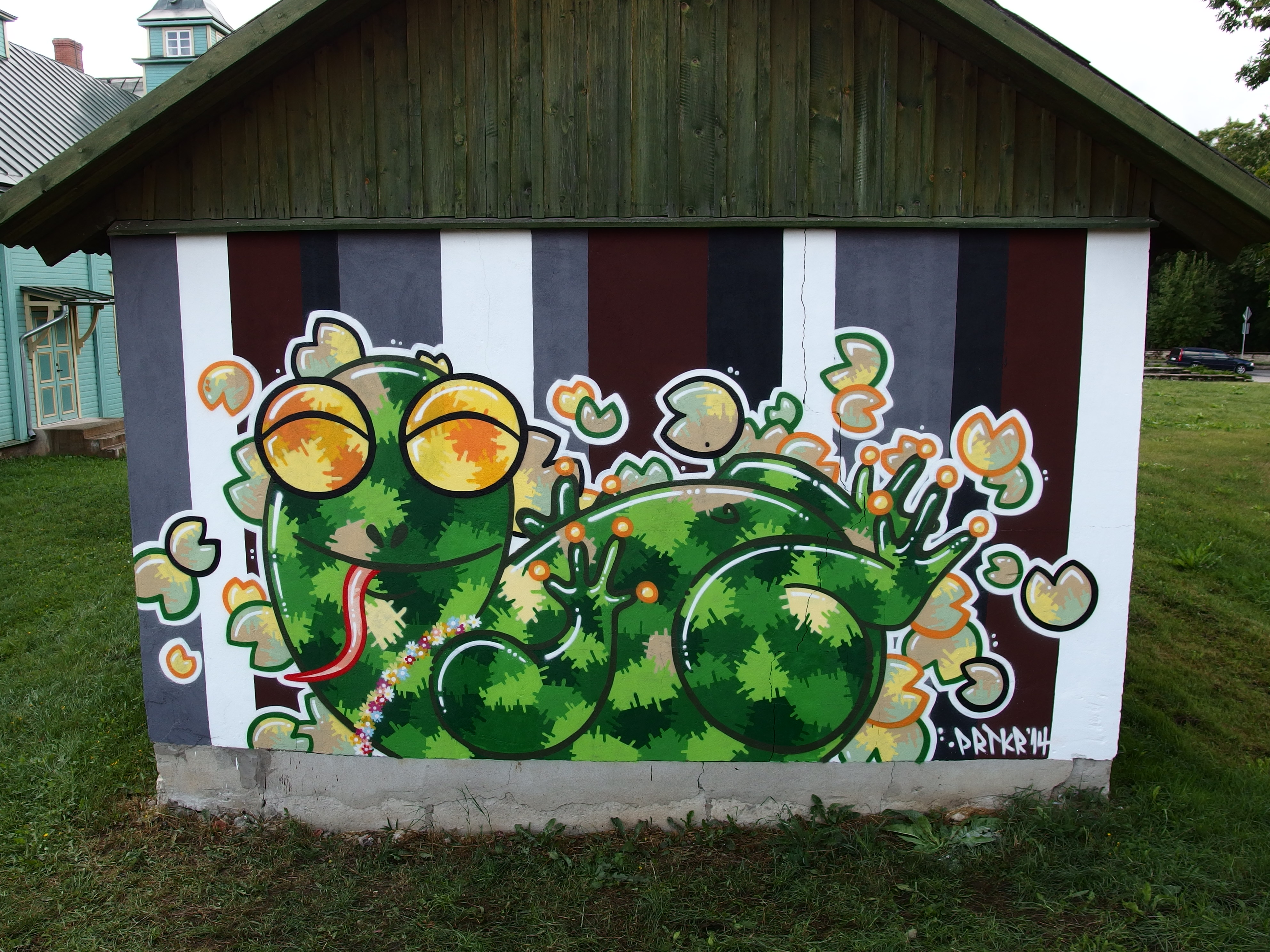
Граффити на стене подсобного здания Народного дома
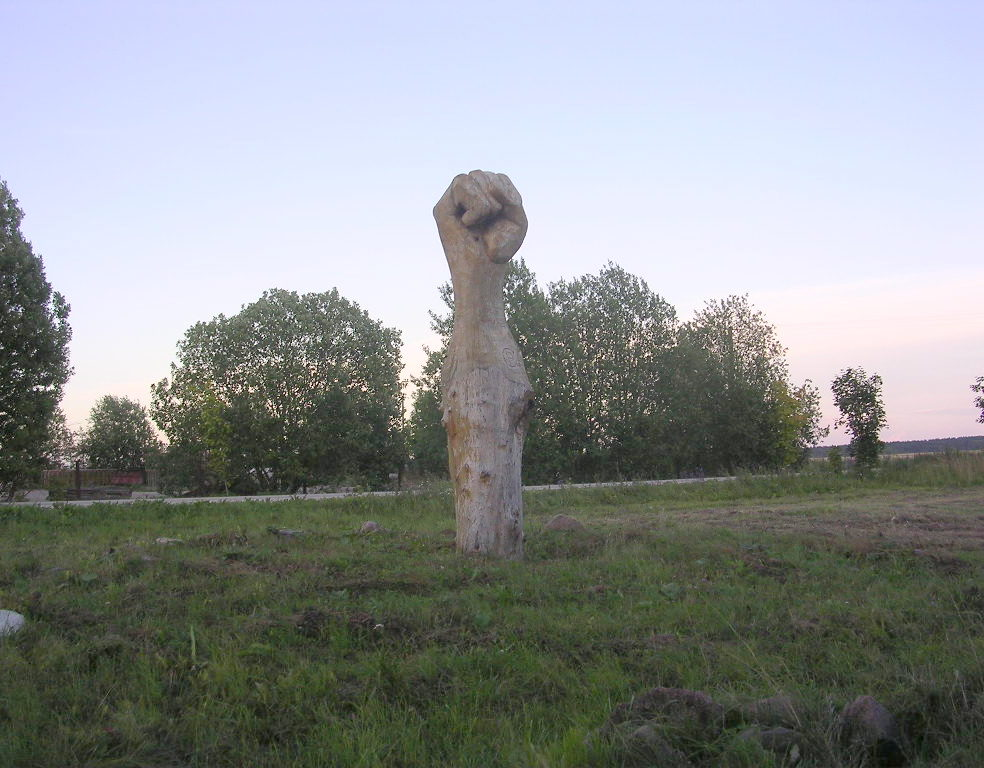
«Рука Калевипоэга»

## Комментарии
1. ↑  Эстонские топонимы, оканчивающиеся на -а, не склоняются и не имеют женского рода (исключение — Нарва)[7].